# Battaglia dello Speyerbach
La battaglia dello Speyerbach ebbe luogo nel corso della guerra di successione spagnola. I francesi assediati a Landau sorpresero e sconfissero le armate degli stati tedeschi presso Spira.

## Antefatto
A metà ottobre del 1703, gli alleati della Grande Alleanza si prepararono all'inverno accampandosi presso la Mosella, quando Tallard di sorpresa ripiegò su Landau ed iniziò il suo assedio il 17 ottobre.
Il 28 ottobre gli alleati ordinarono al principe ereditario Federico d'Assia-Kassel (futuro Federico I di Svezia) di muovere le sue armate verso sud per controbattere all'assedio di Landau. Il principe avrebbe così cooperato col conte Giovanni Ernesto di Nassau-Weilburg che si trovava sulla riva destra del Reno con 24 battaglioni e 18 squadroni.
Entrambe le armate si scontrarono il 13 novembre presso Spira e si accamparono presso lo Speyerbach, dove il conte di Nassau-Weilburg ed il principe ereditario d'Assia-Kassel attendevano rinforzi da Landau il 16 novembre.
Tallard nel frattempo aveva deciso di non attendere i nemici a Landau, ma marciare a ritroso. Ordinò delle truppe al comando del generale Armand, marchese di Pracomtal a Saarbrücken, per raggiungerlo ad Essingen.

## La battaglia
Le truppe tedesche non si aspettavano un attacco francese ed il loro campo non era stato pianificato per supportare delle azioni di difesa. Successivamente, il comando, che includeva il principe d'Assia-Kassel ed il conte di Nassau-Weilburg, venne spostato a Spira il 15 novembre, per celebrare il santo dell'imperatore.
Alle 7,00 le forze unite francesi marciarono verso Spira, dove giunsero alle 12,00 e vi si spiegarono verso le 13,00. Le truppe tedesche, in assenza dei loro capi reagirono lentamente e con confusione all'attacco. Il generale Vehlen fece del suo meglio con l'esercito.
Tallard ordinò a 14 squadroni sul fianco destro di attaccare. Questo attacco fallì nel distruggere l'ala sinistra degli alleati ma riuscì a passare tra le loro linee. In questo momento il conte di Nassau-Weilburg giunse sul campo e tentò un intervento con la sua cavalleria. Questo portò alla sconfitta della cavalleria francese. Invece che impegnare le proprie truppe nel ricostituire le linee infrante, il conte di Nassau-Weilburg inseguì i francesi con la sua cavalleria palatina in un terreno che si rivelò del tutto inadatto ai cavalli.
Alle 14,00 circa l'intera armata francese era all'attacco. Sull'ala sinistra la cavalleria francese venne decisivamente battuta dalla cavalleria alleata. I francesi persero 19 bandiere reggimentali ed il marchese di Pracontal rimase ucciso nello scontro, ma riuscirono a scacciare la fanteria nemica.
I francesi iniziarono quindi a dedicarsi al centro dell'armata nemica. Questo causò una quantità enorme di perdite tra le truppe tedesche che si ritirarono in buon ordine e la battaglia si concluse con riattraversando lo Speyerbach alle 17,00.

## Conseguenze
Tallard riuscì a raggiungere una delle più grandi vittorie di tutta la guerra. Landau capitolò in quello stesso giorno. Questa vittoria francese venne offuscata nella storia dalla colossale sconfitta subita nella battaglia di Blenheim nove mesi dopo.